# 多头绒泡菌
多头绒泡菌（学名：Physarum polycephalum）是一种具有多种细胞形式且分布广泛的非细胞粘菌。其生命周期的营养体阶段呈现出一个由单细胞变形体形成的黄色假原质团，形状为交错的管网。位于营养体阶段的多头绒泡菌可能会由于其趋阴性而被误认为是一种真菌。多头绒泡菌被用作研究运动性、细胞分化、趋化性、细胞兼容性和细胞周期的模式生物。

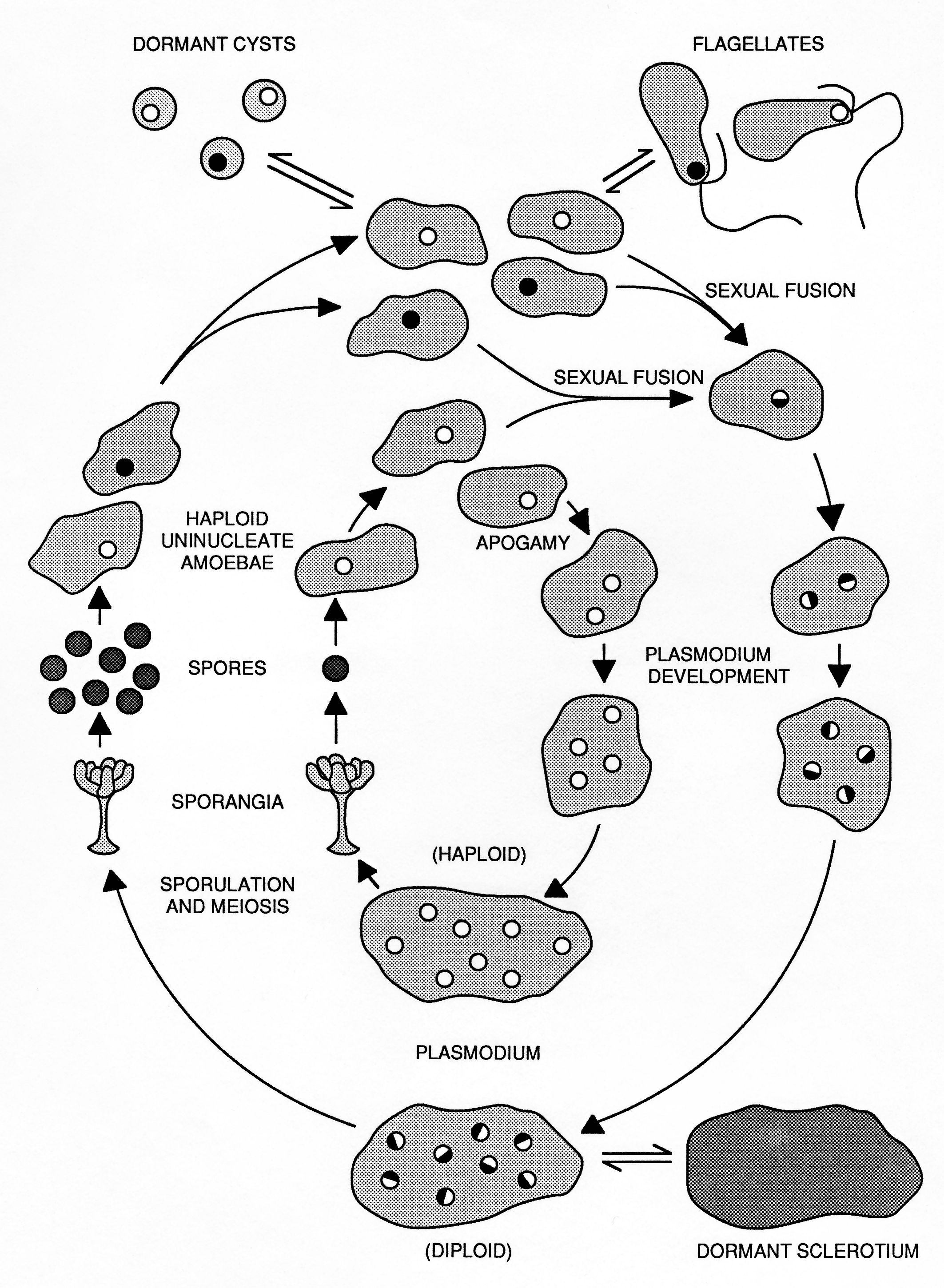
多头绒泡菌的生命周期。外圈是在单倍体变形体阶段和二倍体营养体阶段之间交替进行的有性生殖，内圈是完全单倍体的无配子繁殖方式。两个周期都展示了所有的发育阶段。

## 生活史和特征
多头绒泡菌有两种无性细胞类型，即变形体和原质团，在形态、生理和行为上有明显的不同。变形体通常是单倍体，主要生活在土壤中，吞噬细菌为食。在实验室中，变形体可以在大肠杆菌菌落上生长并无限地繁殖。变形体的无菌培养是通过选择能够无菌生长的突变体实现的。在饥饿或干燥胁迫下，变形体会分化成具有细胞壁的休眠孢子，该过程可逆。当变形体浸泡在水中时，变形体会完全重组自身的细胞骨架，分化成有鞭毛的游动细胞，该过程同样可逆。

## 生命周期
多头绒泡菌的一生分成两个阶段：营养期和繁殖期。营养期是原生质流动的活跃状态，由原生质的流动网络和散布在其中的许多细胞核组成。管状结构在前部相对于行进方向形成片状结构，而在后部形成网状结构。它在这种状态去寻找食物，找到后用原生质包裹，分泌消化酶并消化它。

## 细胞质环流
粘菌的质体，特别是多头绒泡菌的质体以其细胞质环流而闻名。其表现为细胞质有节奏地来回流动，通常每100秒改变一次方向。流动速度可以达到1毫米/秒。在管状网络内，这种收缩是由富含肌动蛋白的管子的膜质外层的规律性收缩和松弛而产生，细胞质籍此发生环流。管子的收缩在空间上是以蠕动般的纵波在整个静止的菌体中传递。

## 延伸阅读
- Gawlitta, W; KV Wolf; HU Hoffmann; W Stockem. . Cell and Tissue Research（英语：Cell and Tissue Research）. 1980, 209 (1): 71–86. doi:10.1007/bf00219924.
- Henry Stempen; Steven L. Stevenson. . Timber Press. 1994. ISBN 978-0-88192-439-8.